# أل ورلي
أل ورلي (بالإنجليزية: Al Worley)‏ هو لاعب كرة قدم أمريكية أمريكي، ولد في عقد 1940 في وينتاتشي في الولايات المتحدة.

## روابط خارجية
- أل ورلي على موقع كلية كرة القدم في سبورتس رفرنس.كوم (الإنجليزية)